# دنيس بوث
دنيس بوث (بالإنجليزية: Dennis Booth)‏ (9 أبريل 1949 في المملكة المتحدة - ) هو مدرب كرة قدم ولاعب كرة قدم بريطاني في مركز الوسط. لعب مع تشارلتون أثلتيك ونادي بلاكبول ونادي ساوثيند يونايتد ونادي واتفورد وهال سيتي ولينكولن سيتي أف سي.

## وصلات خارجية
- دنيس بوث على موقع قاعدة بيانات كرة القدم.إي يو (الإنجليزية)